# Django Reinhardt
Jean "Django" Reinhardt (tiếng Pháp: [dʒãŋɡo ʁɛjnaʁt] hay [dʒɑ̃ɡo ʁenɑʁt]; sinh ngày 23 tháng 1 năm 1910 tại Bỉ, mất ngày 26 tháng 5 năm 1953 tại Pháp) là nhạc sĩ, nghệ sĩ guitar jazz người Di-gan Pháp gốc Bỉ. Ông được coi là một trong những nghệ sĩ lớn nhất của thế kỷ XX, là nghệ sĩ jazz tiêu biểu đầu tiên và quan trọng nhất tới từ châu Âu.
Cùng với nghệ sĩ violon Stéphane Grappelli, Reinhardt lập nên nhóm ngũ tấu Quintette du Hot Club de France vào năm 1934. Đây được coi là ban nhạc jazz đầu tiên sử dụng đàn guitar là nhạc cụ lead. Reinhardt thu âm tại Pháp với sự góp mặt của rất nhiều nghệ sĩ jazz nổi tiếng từ nước Mỹ, như Coleman Hawkins và Benny Carter, rồi không lâu sau đi lưu diễn cùng ban nhạc của Duke Ellington vào năm 1943. Ông qua đời sau khi bị đột quỵ ở tuổi 43.
Các sáng tác nổi tiếng nhất của Reinhardt chủ yếu ở thể loại gypsy jazz, có thể kể đến "Minor Swing", "Daphne", "Belleville", "Djangology", "Swing '42" và "Nuages". Nghệ sĩ guitar Frank Vignola cho rằng hầu hết các nghệ sĩ guitar ngày nay đều chịu ảnh hưởng từ Reinhardt. Từ nhiều thập kỷ gần đây, các liên hoan âm nhạc Django vẫn được tổ chức hàng năm tại Mỹ và châu Âu, theo kèm là những cuốn tiểu sử về cuộc đời ông. Tháng 2 năm 2017, bộ phim tiểu sử Django lần đầu được công chiếu tại Liên hoan phim quốc tế Berlin.